# Arboretum Bramy Morawskiej
Arboretum Bramy Morawskiej, česky lze přeložit jako Arboretum Moravské brány, je arboretum a lesopark v lese Obora v městských čtvrtích Obora a Markowice města Racibórz (Ratiboř) v Polsku. Geograficky také patří do nížiny Ratibořská kotlina v okrese Ratiboř ve Slezském vojvodství a do Horního Slezska. Nachází se také na pravém břehu kanálu Ulga v městském lese Las Miejski Obora v krajinném parku Park Krajobrazowy Cysterskie Kompozycje Krajobrazowe Rud Wielkich.

## Historie a popis
Ve středověku byli majiteli pozemků, kde se arboretum nachází, Piastovci a cisterciáci. Po roce 1810 se majitelem lesa Obora stal ratibórský kníže Ratibor Wiktor III Maria August von Ratibor. V roce 1928 les získalo město Ratiboř. Arboretum však bylo založeno až v roce 2000 a zaujímá cca 1,62 km2 lesa Obora.

## Zajímavosti
- Archeologická lokalita - raně středověké Mohylové pohřebiště v lese Obora.
- Drzewka Miast Partnerskich - vysazené památné stromy partnerských měst Evropy.
- Kochbunker - válečný železobetonový einmannbunker.
- Mini-Zoo - malá zoologická zahrada.
- Naučné a zdravotní stezky, např. Dezyderata, Co mówi las? aj.
- Platforma widokowa w Oborze (Platforma widokowa w Arboretum Bramy Morawskiej) - dřevěná a ocelová vyhlídková platforma.
- Polní kryt z 2. světové války - válečný cihlový a železobetonový vojenský bunkr.
- Tábořiště, rybníky, dětská hřiště.
- Vyhlídka Markowické panoráma.
- Zaczarowany Ogród (Kouzelná zahrada) - botanická zahrada a park s labyrintem.
- aj.

## Další informace
Přes arboretum vedou také dálkové turistické trasy Szlak Husarii Polskiej, Stezka rozhleden a vyhlídkových míst v Euroregionu Silesia a cyklotrasy. Arboretum je celoročně v době otevíracích hodin volně přístupné.

## Galerie

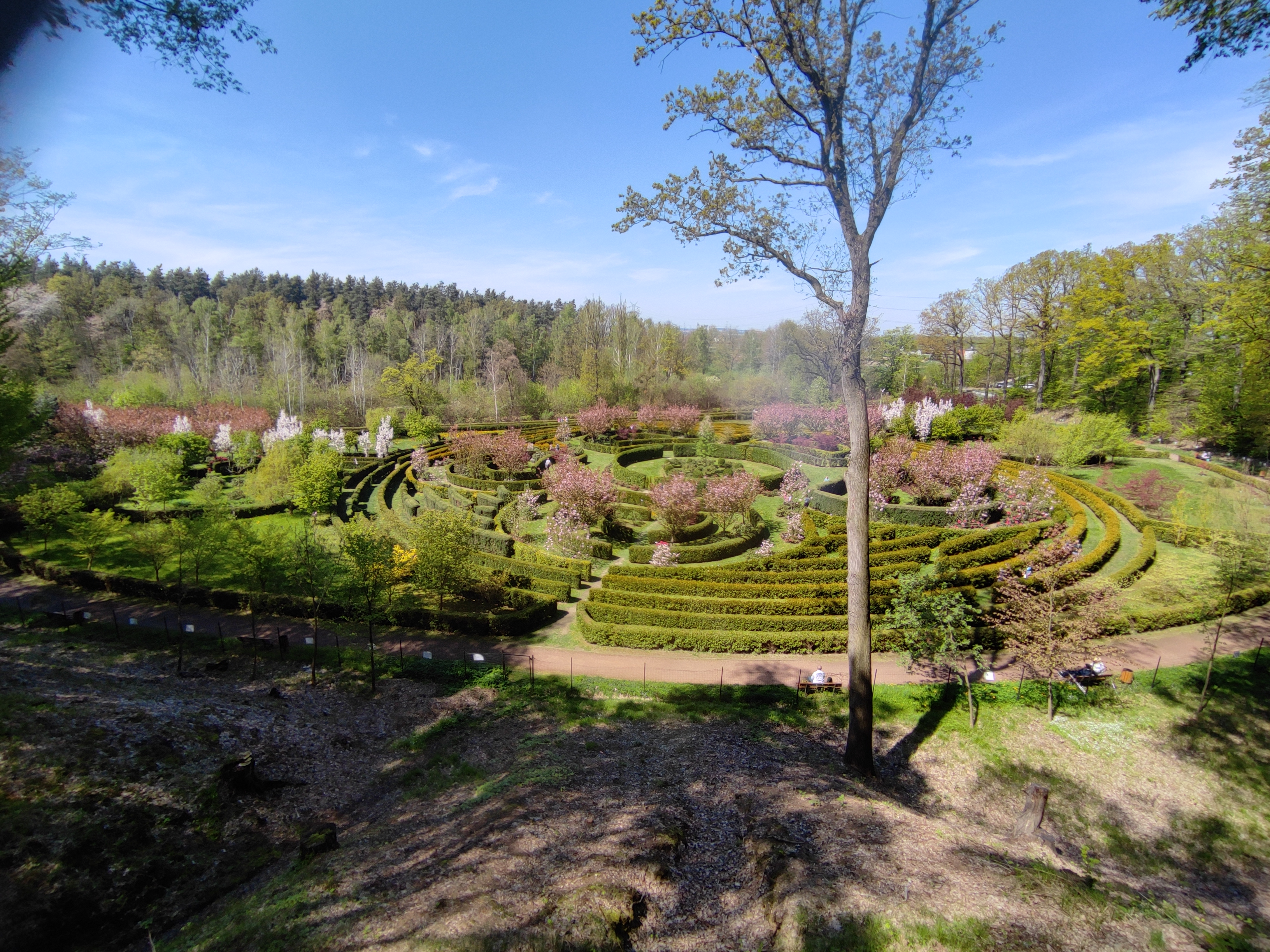
Zaczarowany Ogród
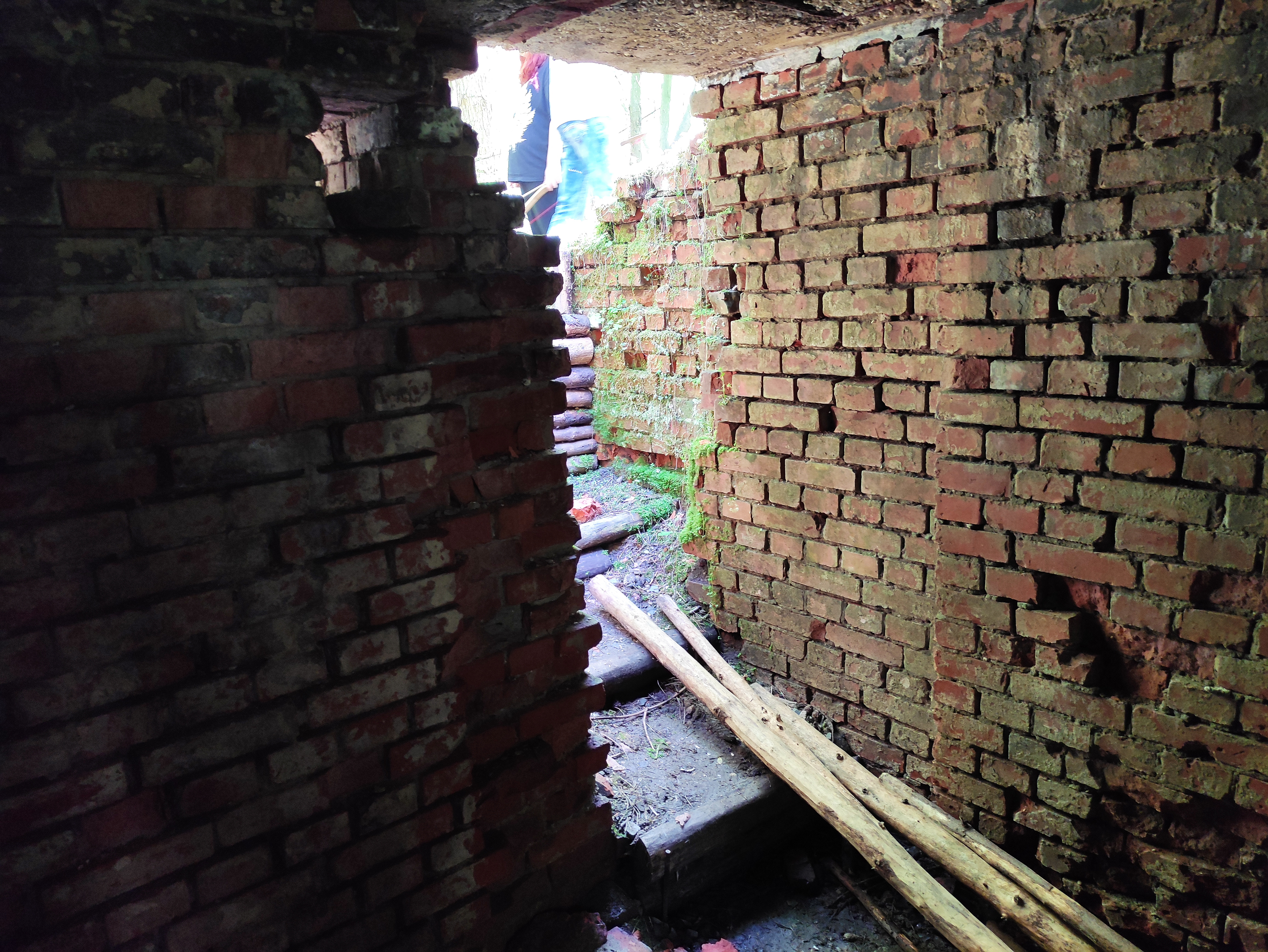
Polní kryt z 2. světové války
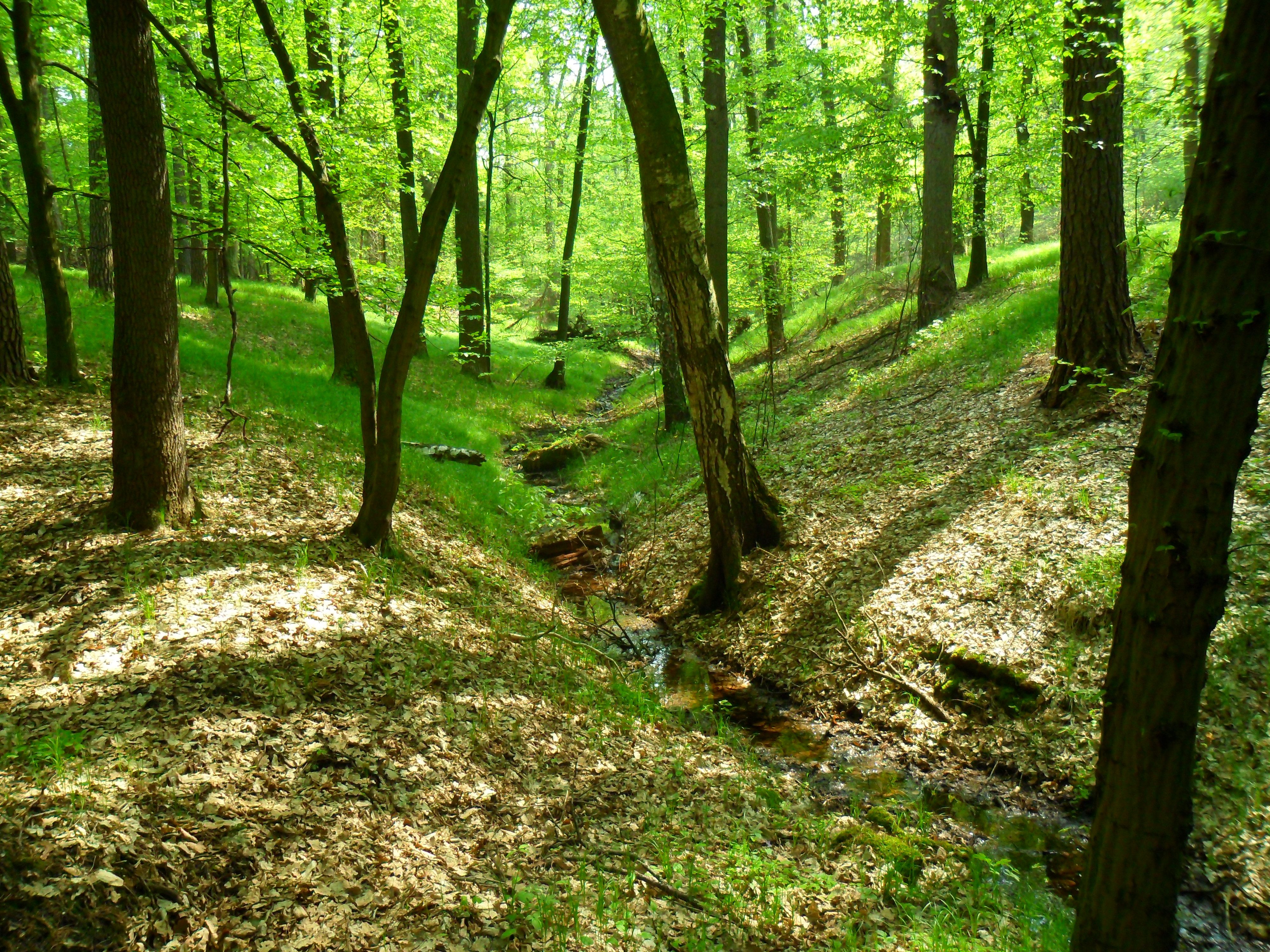
Las Miejski Obora
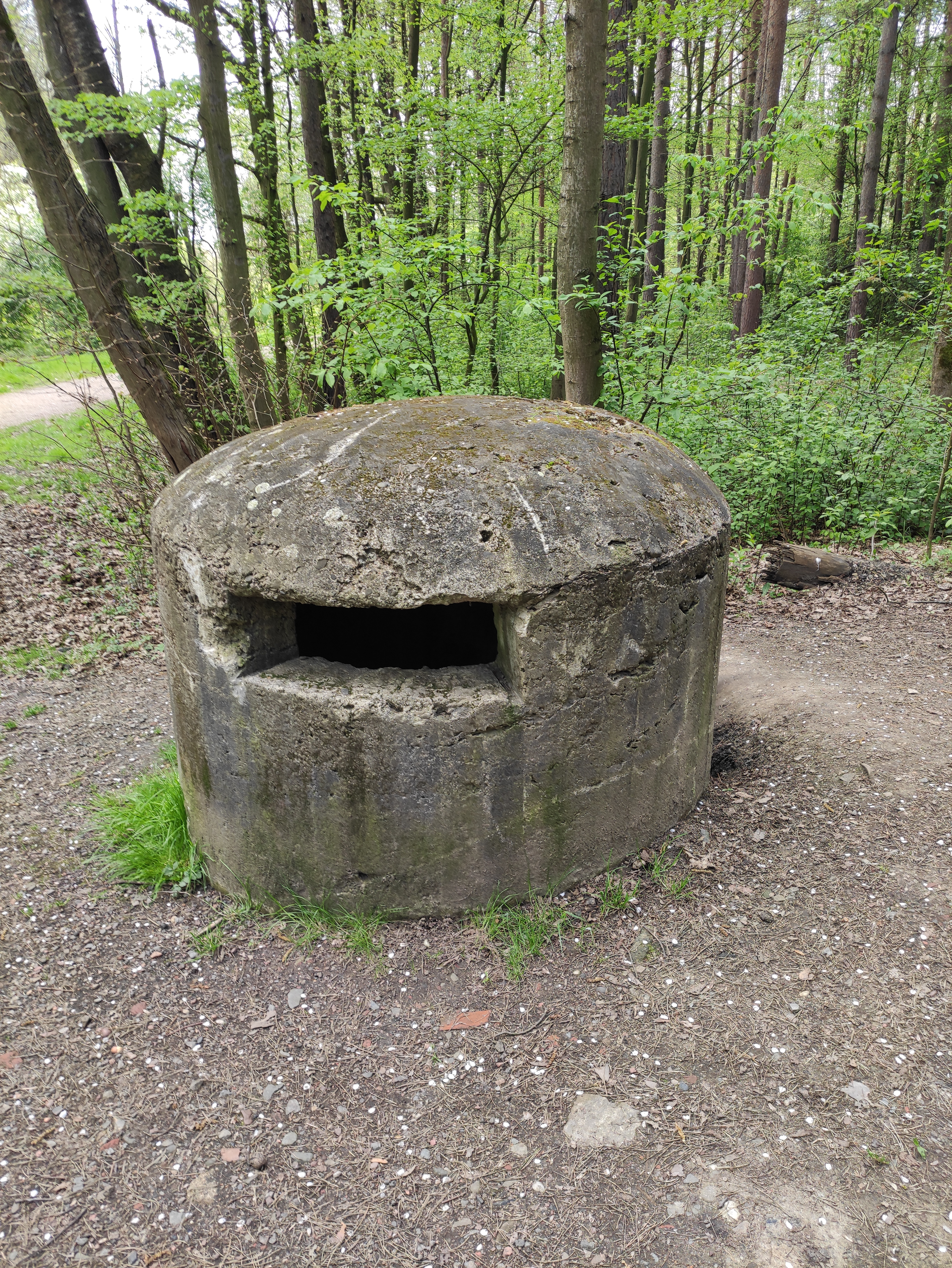
Kochbunker
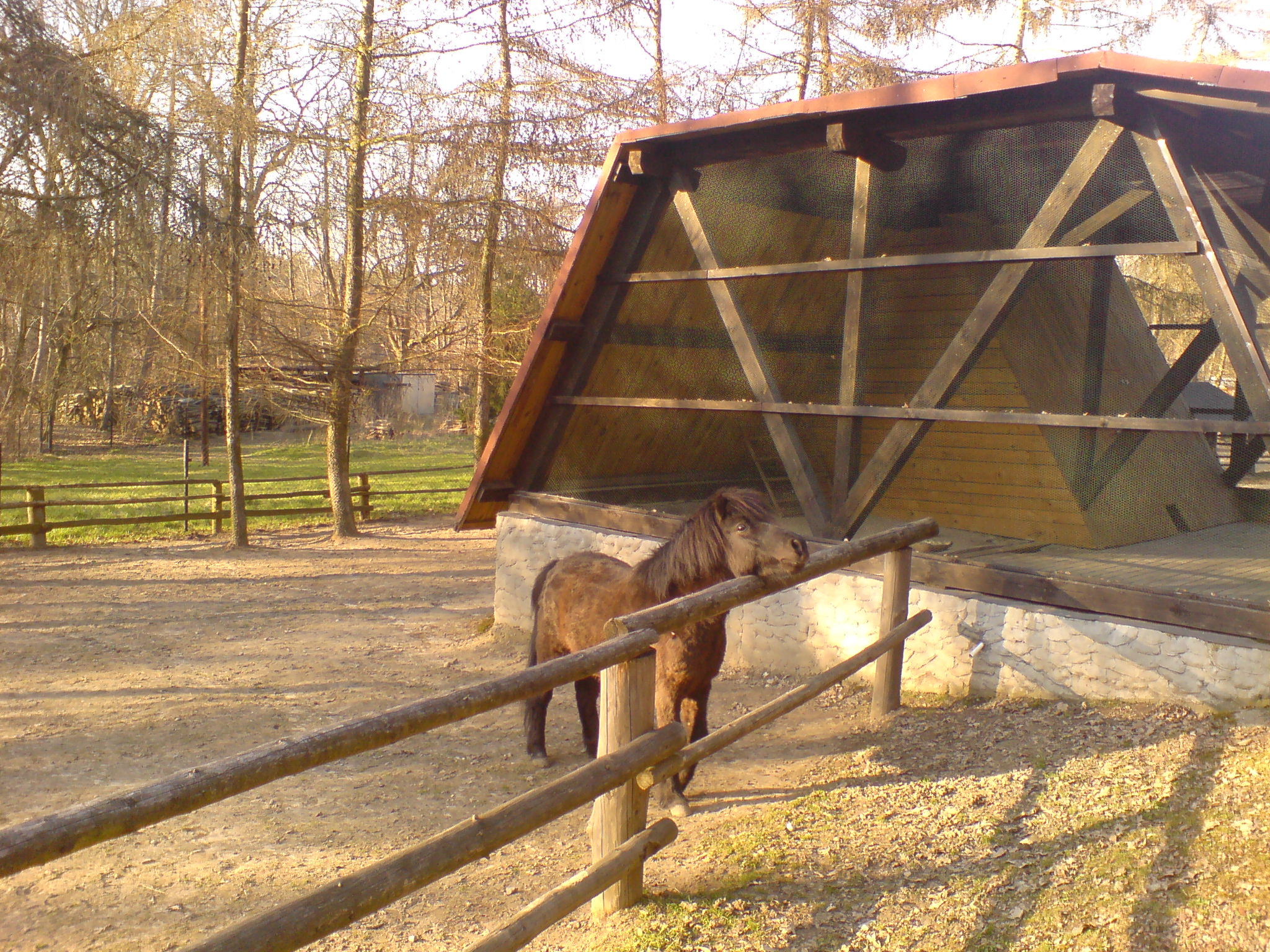
Mini-Zoo
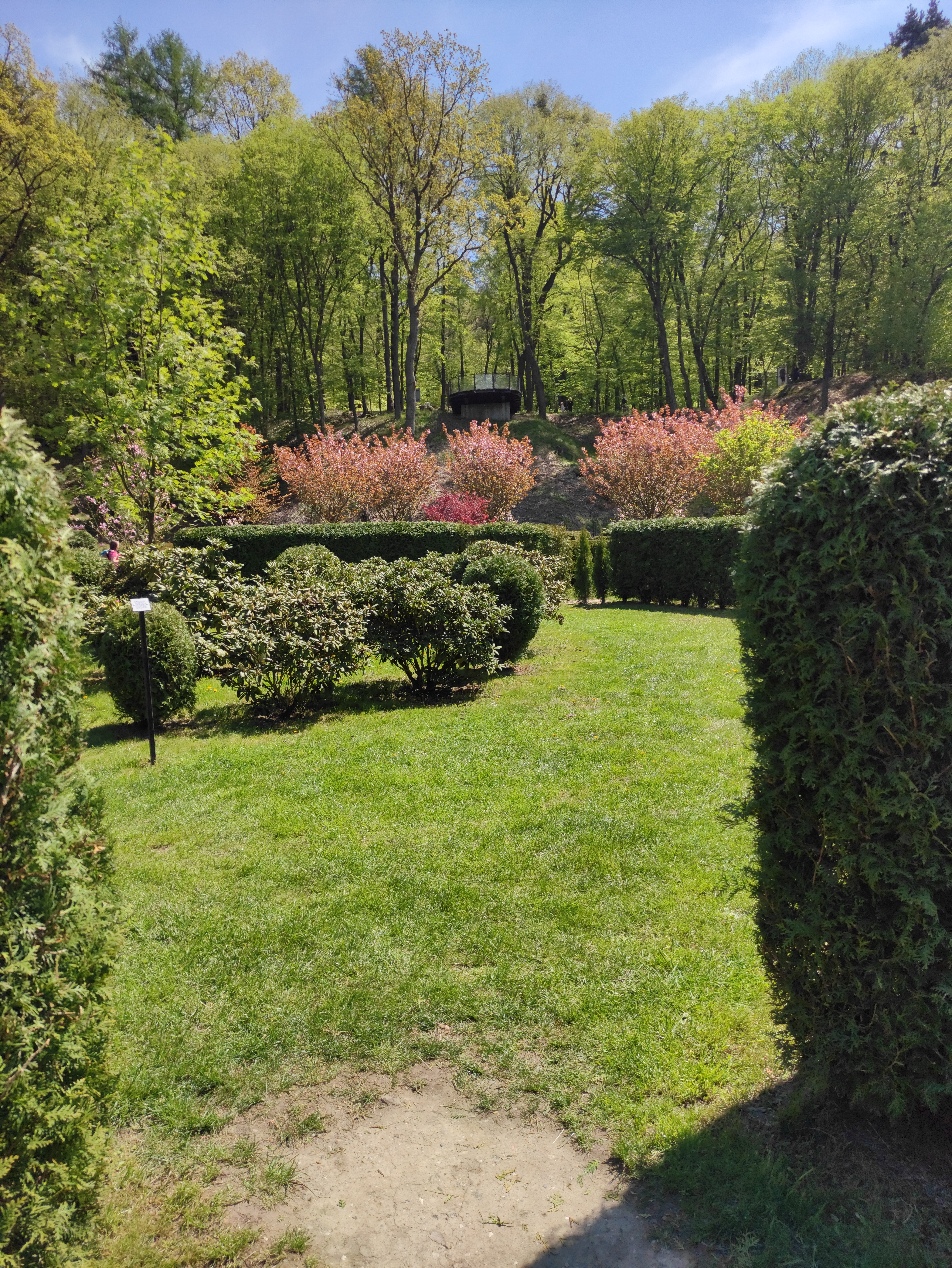
Platforma widokowa w Arboretum Bramy Morawskiej
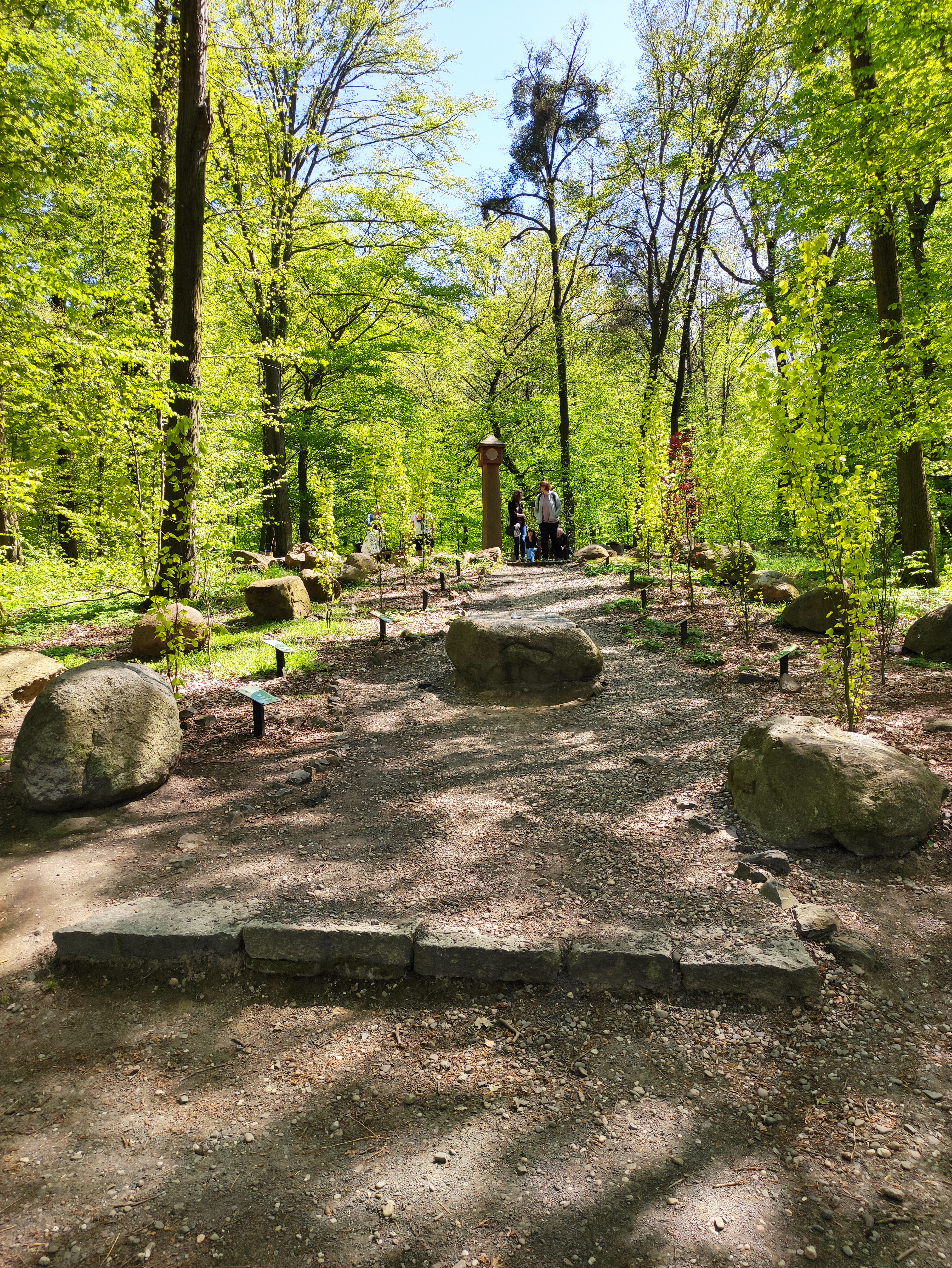
Drzewka Miast Partnerskich
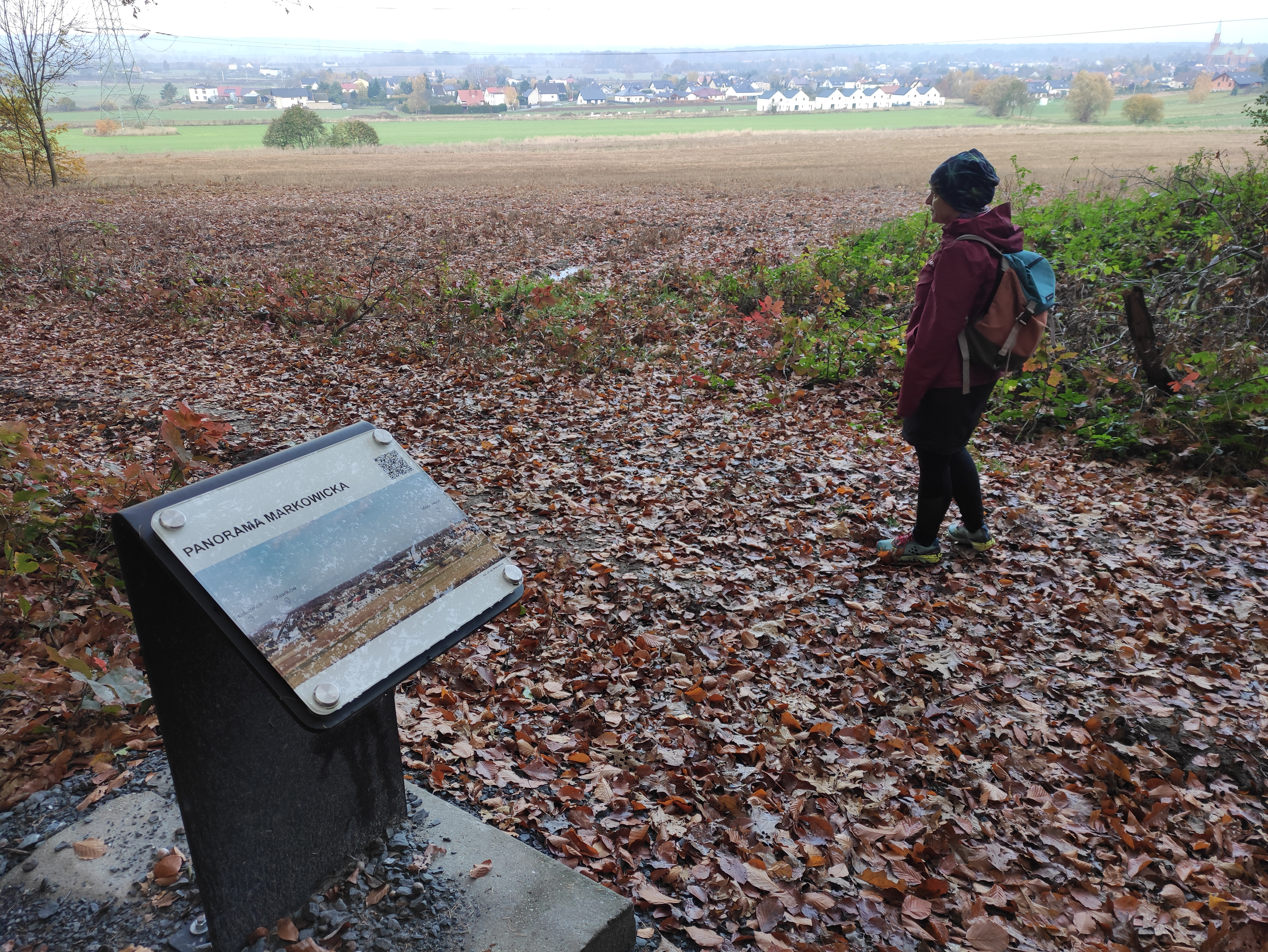
Panorama Markowicka